# أجهزة قياس طيران

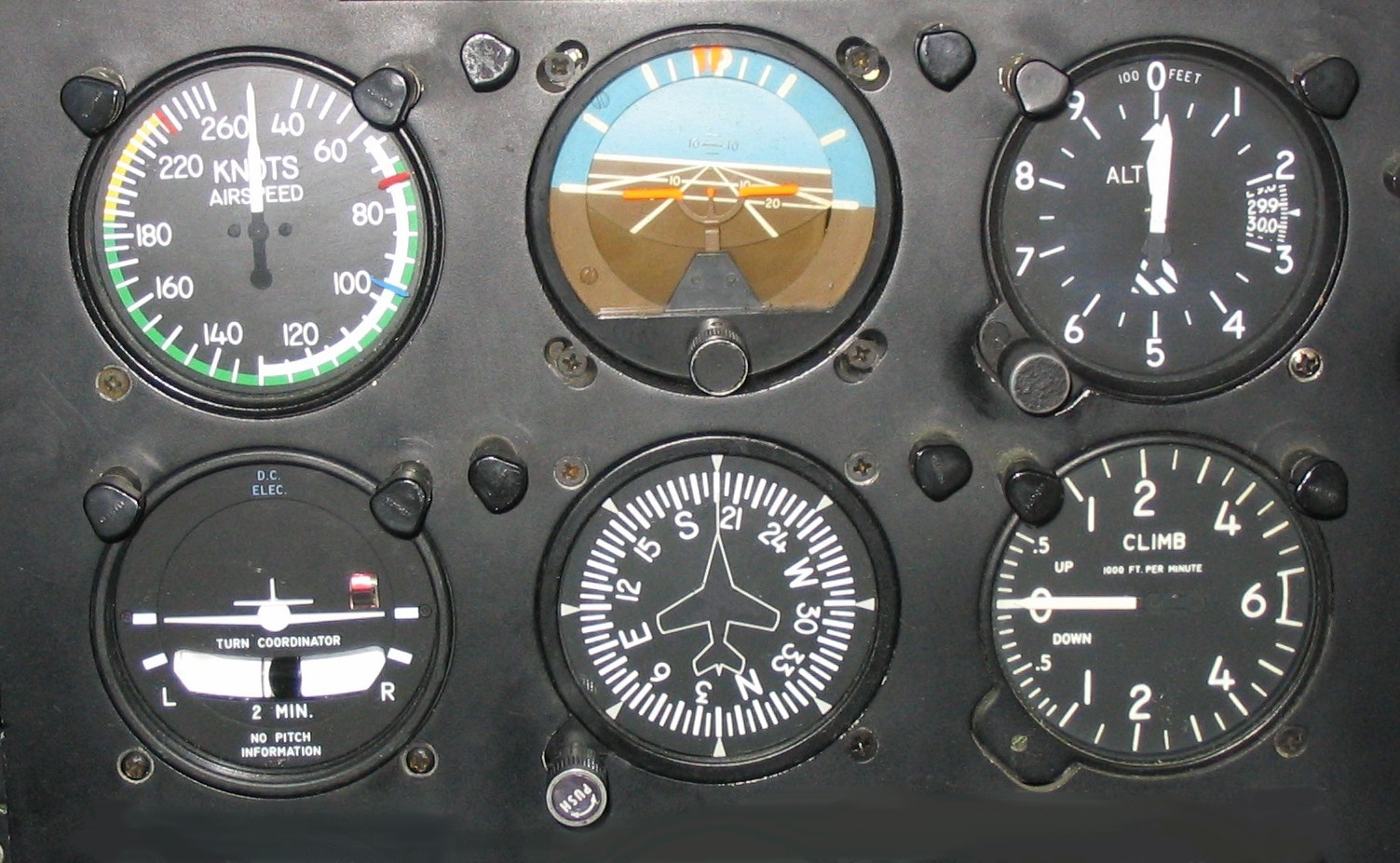
واجهة ل 6 عدادات لطائرة صغيرة ثنائية المحرك. من اليمين: مقياس الارتفاع، مؤشر الوضع، عداد السرعة، عداد السرعة العمودية، مؤشر الاتجاه، ومنظم الانحناء.

أجهزة قياس الطيران أو أجهزة ملاحة جوية أو عدادات الطائرة هي مجموعة من العدادات القياسية التي تكون مجهزة بمعظم الطائرات، وهي التي تعطي الطيار معلومات عن وضع أو وجهة الطائرة سرعة الهواء والارتفاع. وتلك العدادات تكون متصلة مع أنظمة الطائرة المتعددة، وسنتعرف بالتالي بنوع من التفصيل عن تلك العدادات والكمبيوترات أو الأنظمة المتصلة بها.

## مقياس الارتفاع
;  صور لموديل قديم وحديث لمقياس الارتفاع:
يعطي ارتفاع الطائرة سواءً بالمتر أوبالقدم فوق معدل سطح البحر (وهو المؤشر المرجع لكل ارتفاع) وذلك بقياس ضغط الهواء المحيط بالطائرة، ويعدل حسب قياس الضغط الجوي المحيط (نسبة للسطح البحر) حتى يعطي القراءة الصحيحة للارتفاع.
مقياس الارتفاع يتأثر بتغير الضغط كلما تغير الارتفاع. لذا فإن العداد المقفل بإحكام يكون له منفس صغير يذهب إلى المدخل الإستاتيكي أو الساكن static port، فكلما ارتفعت الطائرة كلما قل الضغط مما يسبب بالسائل البارومتري بالتمدد داخل علبته المقفلة بإحكام، وهذا التمدد في قياس الضغط الجوي ينقل إلى المؤشر فيعطى الارتفاع. هذا النوع من الأنظمة موجود بالمؤشرات التي تعمل بضغط الهواء.

## مؤشر الوضع
;
يعرض وضع الطائرة بالنسبة لخط الأفق، بحيث يتمكن الطيار من تحديد مستوى الأجنحة وتحديد مقدمة الطائرة فوق أو تحت خط الأفق، ويعتبر من العدادات المهمة والأساسية للحاجة بالظروف الصعبة في حالة انعدام الرؤية.
وتستخدم تلك المؤشرات جهاز الجيروسكوب لحفظ التوازن والإتجاه للطائرة، وبالوقت الحاضر تستخدم الطائرات أنظمة إلكترونية تسمى (Attitude and Heading Reference Systems (AHRS وتستخدم جيرو مصغر إلكتروني لاستعماله بالشاشات التلفزيونية التي تم استعاضتها عن المؤشرات.